# See You Tour
Il See You Tour è stato un tour musicale del gruppo inglese dei Depeche Mode, intrapreso durante il 1982 per promuovere il primo singolo estratto dal secondo album in studio della band A Broken Frame, See You.

## Descrizione
Per la seconda volta la band si è esibita all'estero in nuove nazioni, ovvero (Spagna, Stati Uniti, Svezia, Lussemburgo e Canada). È stato il primo tour senza più il cofondatore della band Vince Clarke, e ha visto parallelamente l'aggregazione alla band di Alan Wilder come tastierista di supporto per gli eventi live, prima della sua promozione a componente dei Depeche Mode a tutti gli effetti dopo l'uscita di A Broken Frame (al quale comunque non collaborò).

## Scaletta
1. New Life
2. I Sometimes Wish I Was Dead
3. Puppets
4. Boys Say Go!
5. See You
6. What's Your Name?
7. Photographic
8. Tora! Tora! Tora!
9. Big Muff
10. Shout!
11. Just Can't Get Enough
12. Dreaming of Me
13. Ice Machine
14. Television Set
15. I Like It
16. Now, This Is Fun
17. The Meaning Of Love

## Date
| Data       | Città               | Paese          | Luogo             | Note |
| ---------- | ------------------- | -------------- | ----------------- | ---- |
| Europa     |                     |                |                   |      |
| 20/01/1982 | Londra              | Regno Unito    | Crocs             |      |
| America    |                     |                |                   |      |
| 22/01/1982 | New York City       | Stati Uniti    | The Ritz          |      |
| 23/01/1982 | New York City       | Stati Uniti    | The Ritz          |      |
| Europa     |                     |                |                   |      |
| 10/02/1982 | Londra              | Regno Unito    | BBC Paris Studio  |      |
| 12/02/1982 | Cardiff             | Regno Unito    | Top Rank          |      |
| 13/02/1982 | Londra              | Regno Unito    | Hammersmith Odeon |      |
| 14/02/1982 | Portsmouth          | Regno Unito    | Guildhall         |      |
| 15/02/1982 | Bath                | Regno Unito    | The Pavilion      |      |
| 16/02/1982 | Exeter              | Regno Unito    | University        |      |
| 18/02/1982 | Stoke-on-Trent      | Regno Unito    | Victoria Hall     |      |
| 19/02/1982 | Leeds               | Regno Unito    | University        |      |
| 20/02/1982 | Newcastle upon Tyne | Regno Unito    | City Hall         |      |
| 21/02/1982 | Glasgow             | Regno Unito    | Tiffanys          |      |
| 22/02/1982 | Kingston upon Hull  | Regno Unito    | The Tower         |      |
| 24/02/1982 | Norwich             | Regno Unito    | U.E.A.            |      |
| 25/02/1982 | Londra              | Regno Unito    | Kent University   |      |
| 26/02/1982 | Oxford              | Regno Unito    | Polytechnic       |      |
| 27/02/1982 | Londra              | Regno Unito    | Bridgehouse       |      |
| 28/02/1982 | Londra              | Regno Unito    | Hammersmith Odeon |      |
| 04/03/1982 | Madrid              | Spagna         | Rockola           |      |
| 05/03/1982 | Madrid              | Spagna         | Rockola           |      |
| 20/03/1982 | Stoccolma           | Svezia         | The Ritz          |      |
| 24/03/1982 | Amburgo             | Germania Ovest | Trinity Hall      |      |
| 25/03/1982 | Hannover            | Germania Ovest | Ballroom Blitz    |      |
| 26/03/1982 | Berlino Ovest       | Germania Ovest | Metropol          |      |
| 28/03/1982 | Rotterdam           | Paesi Bassi    | De Lantaren       |      |
| 30/03/1982 | Oberkorn            | Lussemburgo    | Rainbow Club      |      |
| 02/04/1982 | Parigi              | Francia        | Le Palais         |      |
| 03/04/1982 | Bruxelles           | Belgio         | Volksbelang       |      |
| 10/04/1982 | Saint Helier        | Jersey         | Fort Regent       |      |
| 12/04/1982 | Saint Peter Port    | Guernsey       | Beau Sejour       |      |
| America    |                     |                |                   |      |
| 07/05/1982 | New York City       | Stati Uniti    | The Ritz          |      |
| 08/05/1982 | Filadelfia          | Stati Uniti    | East Side Club    |      |
| 09/05/1982 | Toronto             | Canada         | Concert Hall      |      |
| 10/05/1982 | Chicago             | Stati Uniti    | Stages            |      |
| 12/05/1982 | Vancouver           | Canada         | Love Affair       |      |
| 14/05/1982 | San Francisco       | Stati Uniti    | Kabuki Theatre    |      |
| 15/05/1982 | Los Angeles         | Stati Uniti    | Perkins Palace    |      |
| 16/05/1982 | Los Angeles         | Stati Uniti    | Roxy Theatre      |      |

## Musicisti

### Depeche Mode
- Dave Gahan - voce
- Martin Gore - sintetizzatori, cori
- Andy Fletcher - sintetizzatori

### Musicisti di supporto
- Alan Wilder - sintetizzatori, cori